# Tropidonophis novaeguineae
Tropidonophis novaeguineae — вид змій родини полозових (Colubridae). Мешкає на Новій Гвінеї.

## Поширення і екологія
Tropidonophis novaeguineae широко, хоч і нерівномірно, поширені на острові Нова Гвінея, а також на сусідньому острові Місоол в архіпелазі Раджа-Ампат. Вони живуть у вологих тропічних лісах, на берегах водойм. Зустрічаються на висоті від 75 до 1067 м над рівнем моря.